# Подстанция (остановочный пункт)
Подстанция — остановочный пункт Челябинского региона Южно-Уральской железной дороги, на участке Полетаево I — Челябинск-Главный..
До Челябинск-Главный — 3 км, до Полетаево I — 23 км.
Осуществляется посадка и высадка пассажиров на (из) поезда пригородного и местного сообщения. Прием и выдача багажа не производятся.